# Kathedrale von Southwell

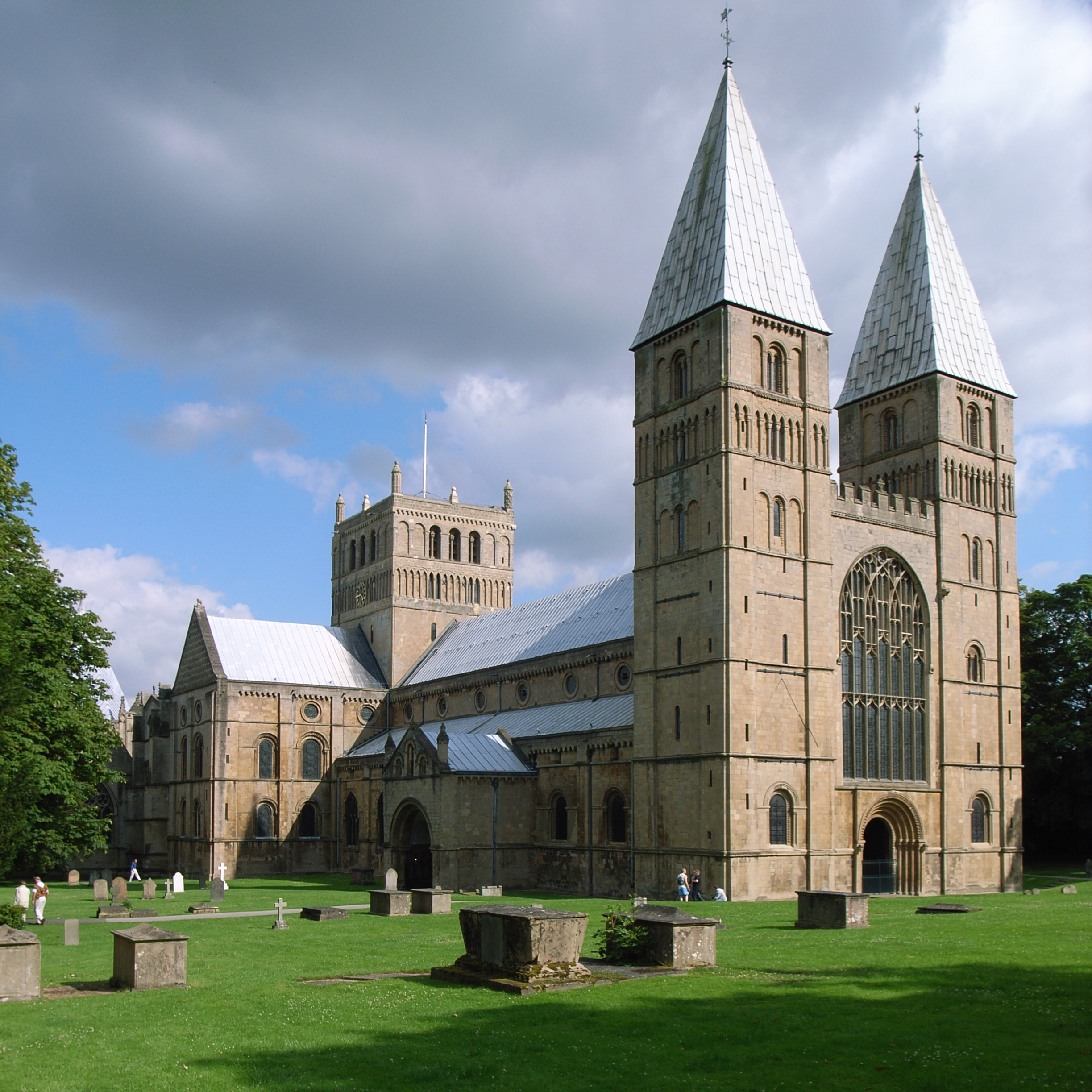
Southwell Minster

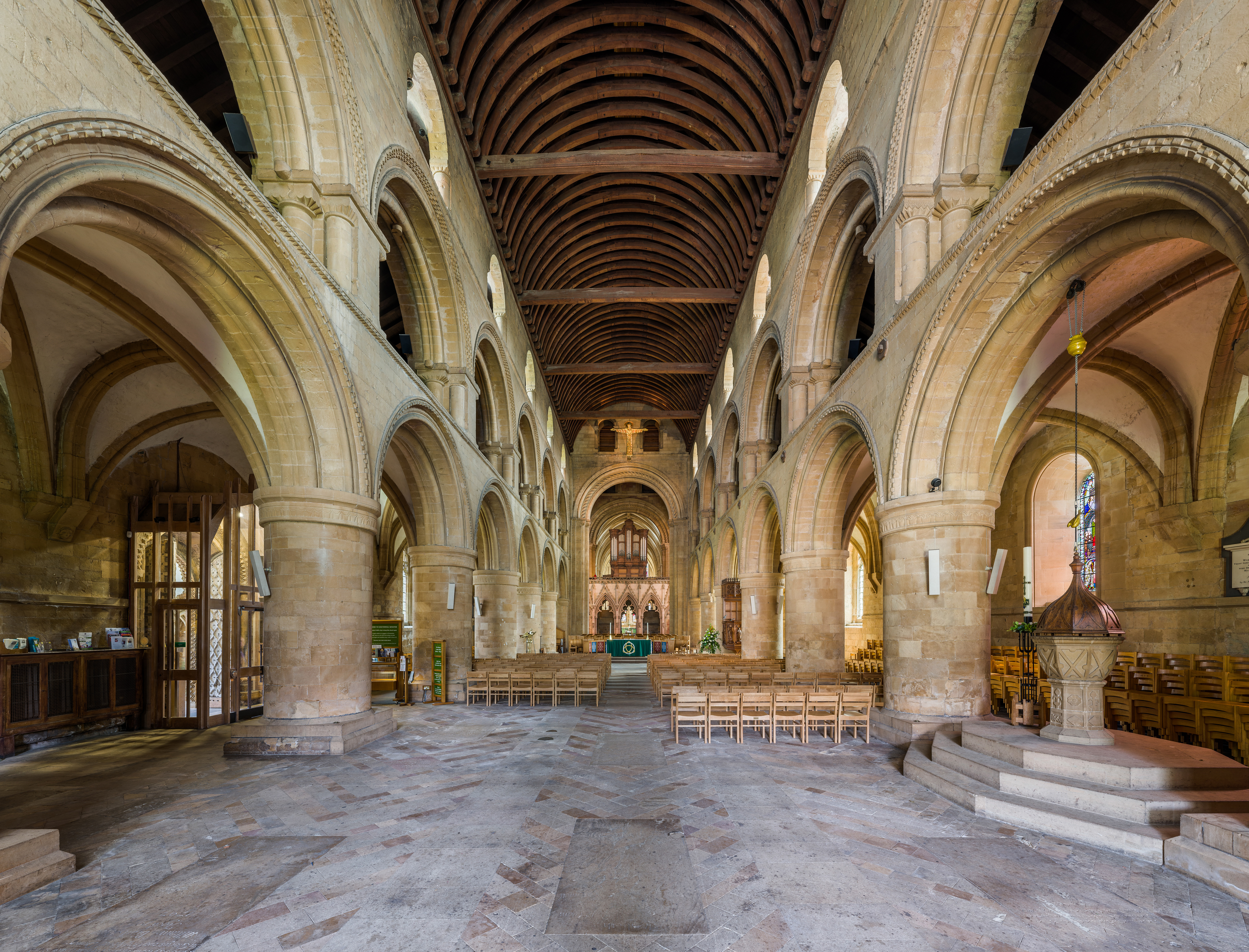
Kirchenschiff im anglo-normannischen Stil

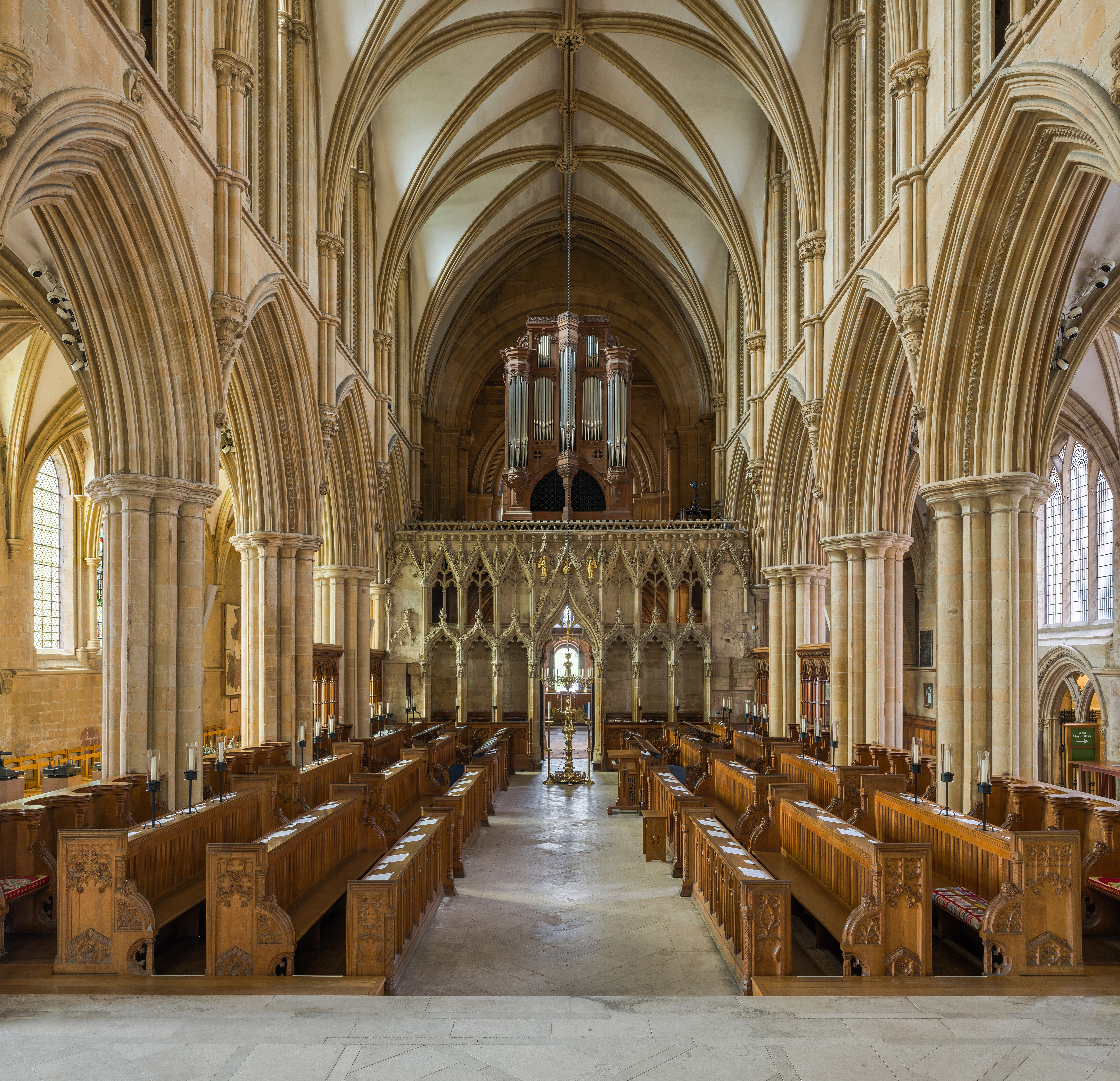
Chor im gotischen Stil

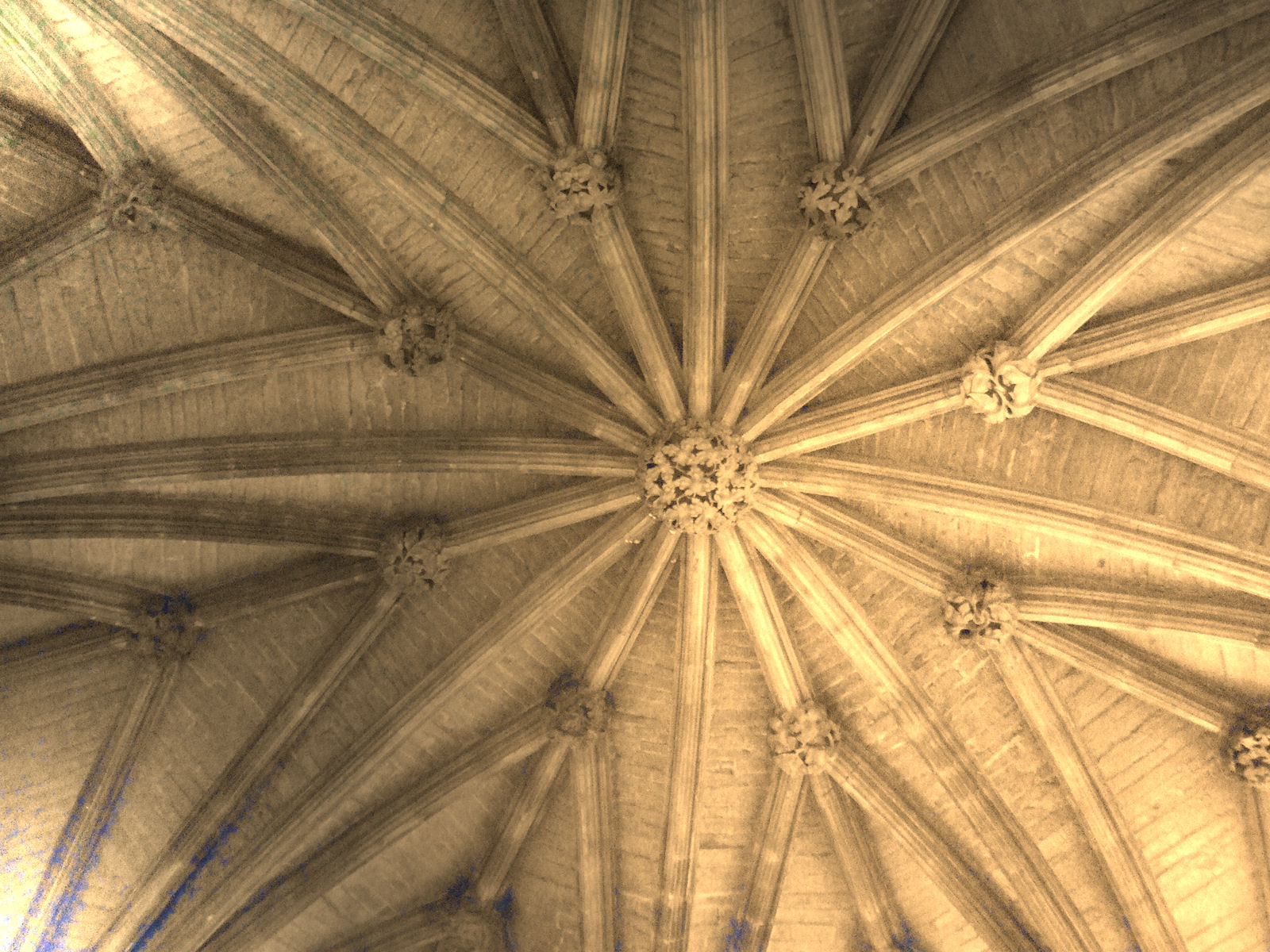
Gewölbe des Kapitelhauses

Die als Grade-I-Bauwerk eingestufte mittelalterliche Kathedrale von Southwell (auch Southwell Minster) in der mittelenglischen Stadt Southwell ist Bischofssitz der Diözese von Southwell und Nottingham in der Church of England.

## Lage
Die knapp 7000 Einwohner zählende und ca. 45 m über dem Meeresspiegel gelegene Kleinstadt Southwell liegt etwa 230 km nördlich von London bzw. ca. 22 km nordöstlich von Nottingham. Die Kathedrale befindet sich ca. 100 m südlich des Stadtkerns.

## Geschichte
Man glaubt, dass der hl. Paulinus von York bereits im Jahr 627 auf einer Missionsreise an der Stelle eine Kirche (wahrscheinlich eher ein Kloster) gegründet habe. Im Jahr 956 gab der angelsächsische König Eadwig die Kirche in die Obhut des Bistums York. Im normannischen Domesday Book des Jahres 1086 wird der Kirchenbesitz ausführlich erwähnt. In den Jahren 1108 bis 1150 entstand ein Neubau der Kirche im anglo-normannischen Stil, von dem noch Teile der Bodenfliesen und möglicherweise auch das Tympanon im Innern des Nordquerhauses erhalten sind. In den Jahren von 1234 bis 1251 wurde der gesamte Chorbereich (chancel) erneuert; auch die Chorschranke (pulpit) stammt aus dieser Zeit. Das im gotischen Stil errichtete achteckige Kapitelhaus (chapter house) entstand ab dem Jahr 1288.
Nach der Englischen Reformation im 16. Jahrhundert wurde das Kirchenschiff (nave) angeblich zeitweise als Stall genutzt, wohingegen der angrenzende Bischofspalast zerstört wurde und nur noch als Ruine erhalten ist. Um das Jahr 1720 wurden die steinernen Mittelschiffs- und Querhausgewölbe abgerissen und durch hölzerne ersetzt, was zur Stabilisierung des Bauwerks beitrug; in den Seitenschiffen und im gesamten Chorbereich blieben die originalen gotischen Rippengewölbe erhalten. Erst im Jahr 1884 wurde das Minster zur Bischofskirche erhoben.

## Architektur
Kirchenschiff
Das dreischiffige Langhaus mit seinen kapitelllosen Rundpfeilern hat einen 2½-geschossigen Aufriss: Große, geringfügig ornamentierte Rundbogenarkaden öffnen sich zu den Seitenschiffen sowie zu den unbelichteten Emporen; weiteres Licht empfängt die Kirche durch mehrere kleine Rundfenster im oberen Halbgeschoss, welches ansonsten nur einen Laufgang enthält. Das große Westfenster mit seinem Perpendicular-Style-Maßwerk ist eine spätere Hinzufügung.
Chor
Der ebenfalls dreischiffige, aber nur zweigeschossige Chorbereich (chancel) ist gekennzeichnet durch Bündelpfeiler mit aufruhenden, stark profilierten Spitzbögen. Darüber schließt sich eine zweite Zone mit zahlreichen Lanzettfenstern an. Das Rippengewölbe entwickelt sich aus vorgelegten Diensten, die ihrerseits auf Konsolen aufruhen.
Kapitelhaus
Das vom Nordquerhaus aus zugängliche achteckige Kapitelhaus entstand um das Jahr 1288; im Gegensatz zur Kirche verfügt es über mehrteilige Maßwerkfenster. Es zeichnet sich aus durch ein weitgespanntes, sternförmiges Rippengewölbe mit zahlreichen tierceron-Rippen und mehreren Schlusssteinen. Der beinahe überreiche Blattschmuck auf Kapitellen und Konsolen verdient ebenfalls Beachtung.

## Ausstattung
Das von Zickzack-Mustern umgebene Westportal hat noch seine alten Türen mit Eisenbeschlägen. Bemerkenswert ist das wahrscheinlich noch aus angelsächsischer Zeit stammende Tympanon im Nordquerhaus mit einer Darstellung des mit Schild und Schwert bewaffneten drachentötenden Erzengels Michael. Die Chorschranke ist ein hübsches Exemplar spätgotischer Steinmetzarbeit; gleiches gilt für die zahlreichen Blattformen an Kapitelle und Konsolen. Besonders hervorzuheben ist ein blattumrankter Männerkopf („Grüner Mann“). Auch einige Darstellungen auf den Miserikordien des Chorgestühls verdienen Beachtung. Das Grabmal des ersten Bischofs von Southwell, George Ridding († 1904), ist ebenfalls erwähnenswert.

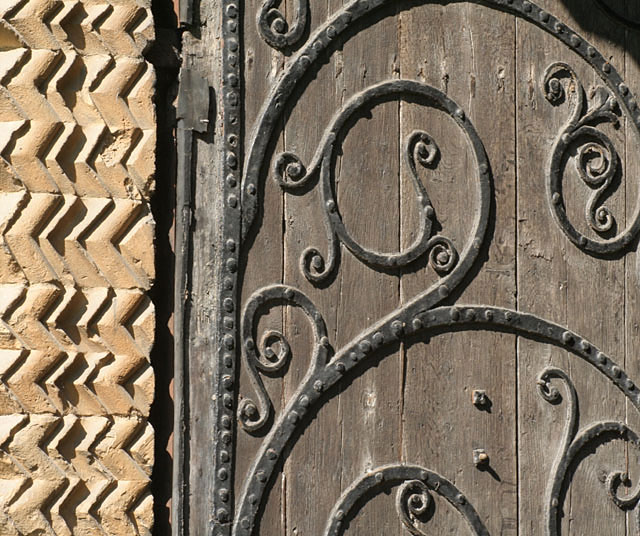
Westportal (Detail)
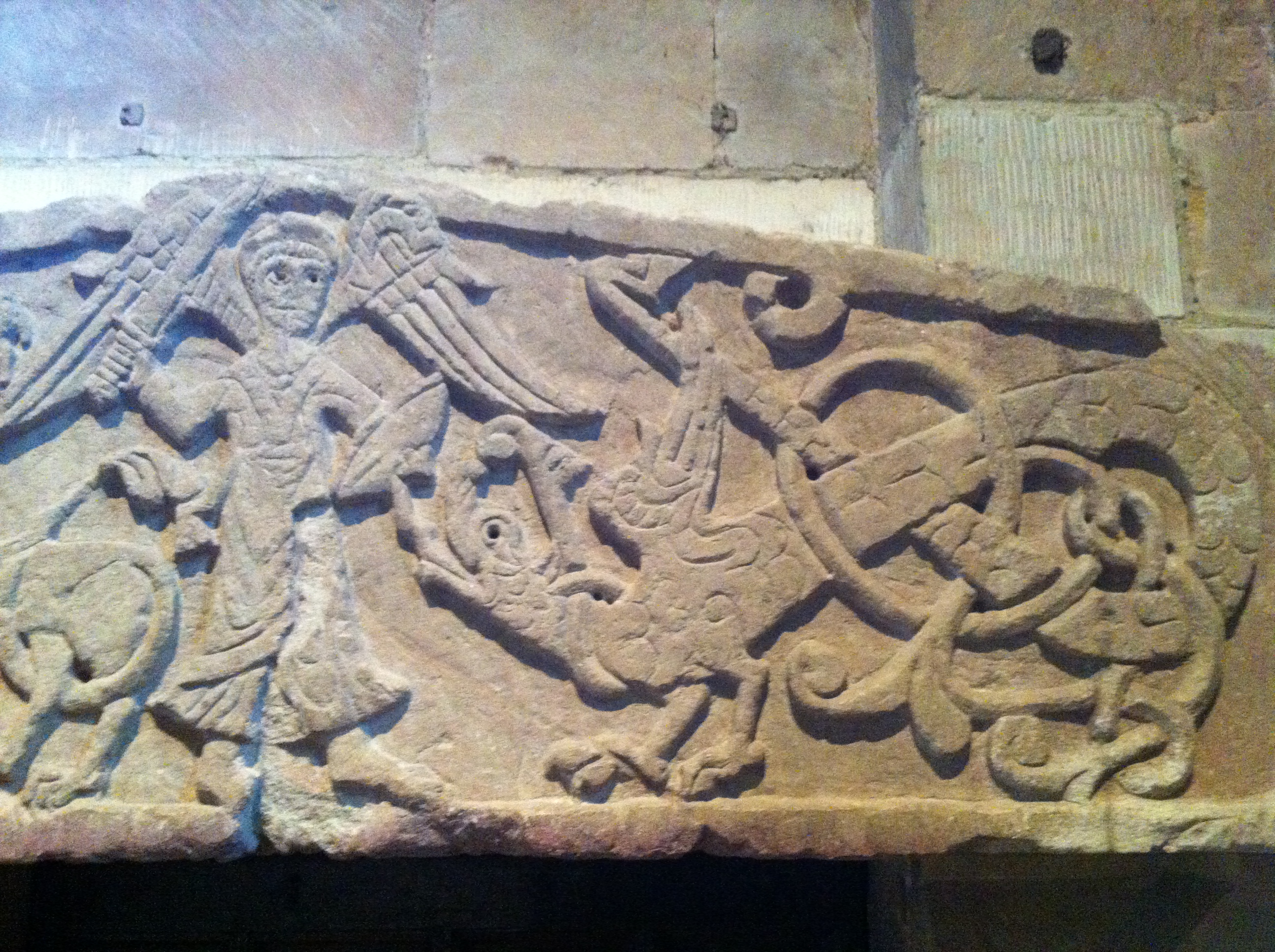
Tympanon im Nordquerhaus
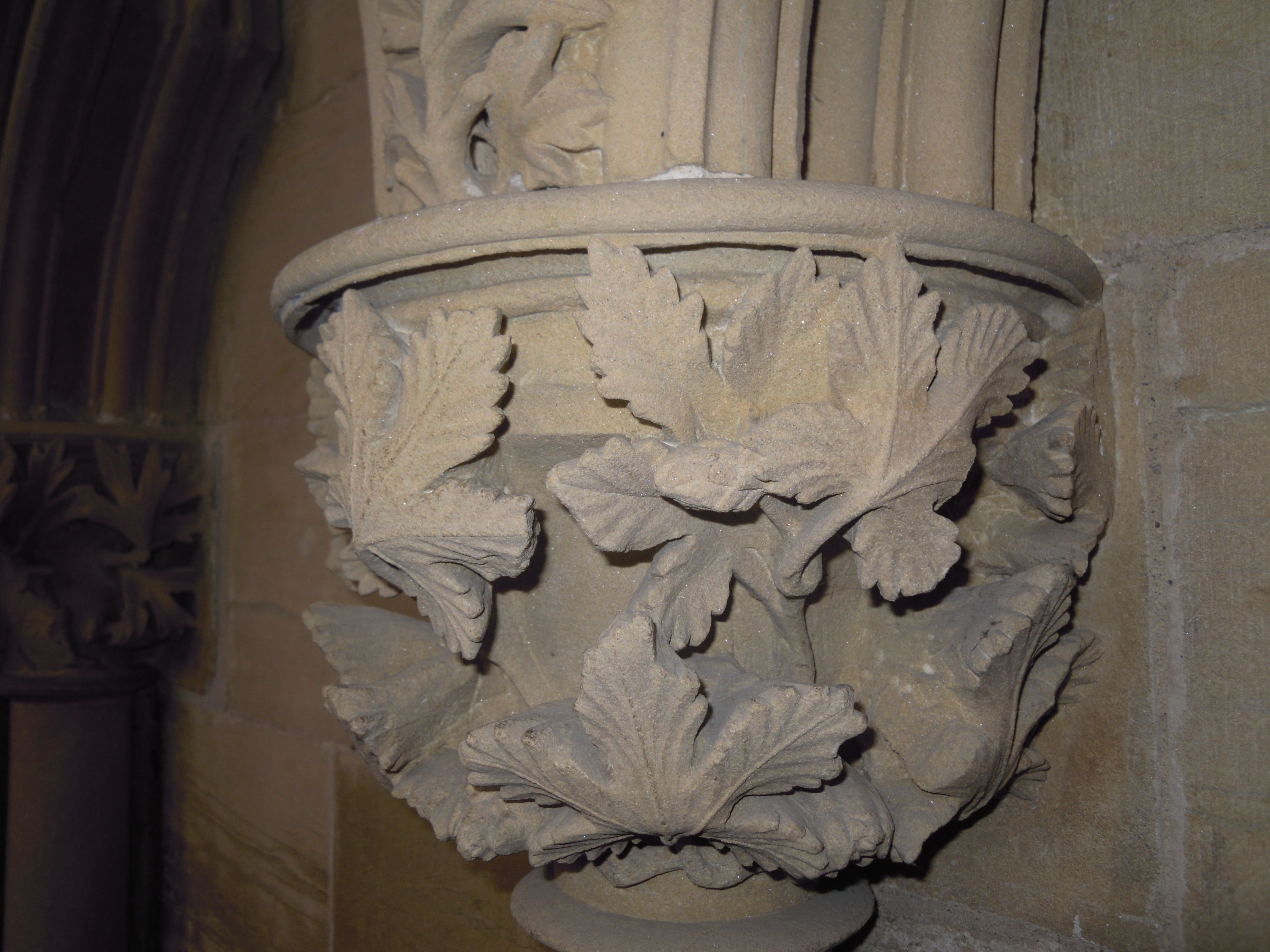
Konsole im Chor
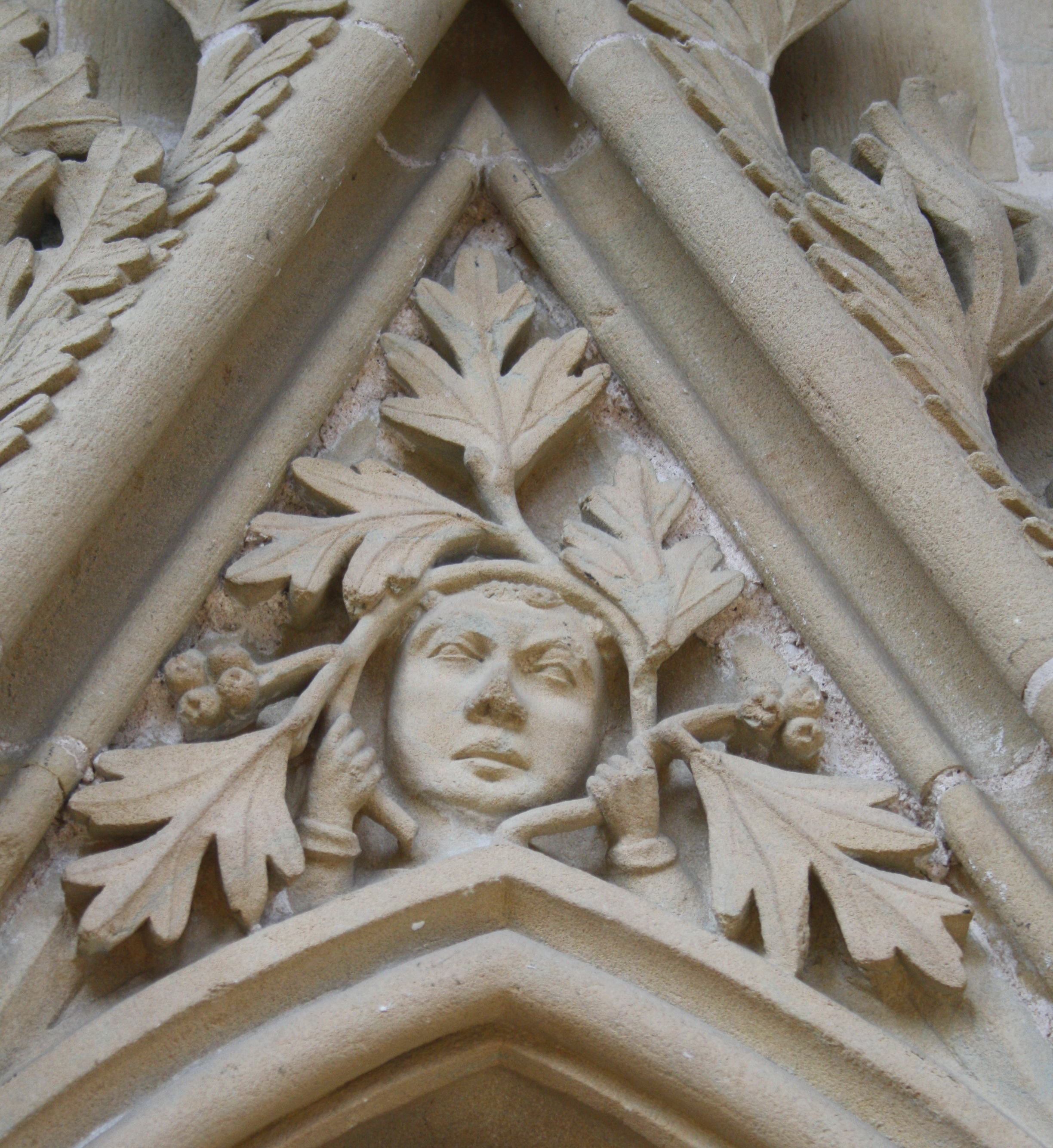
„Grüner Mann“
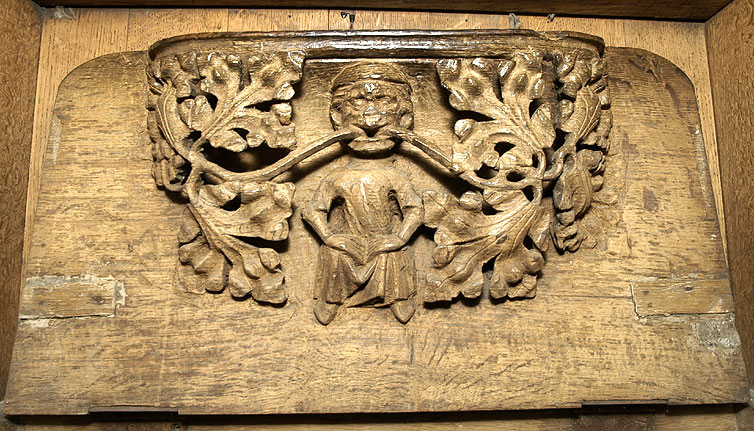
Miserikordie
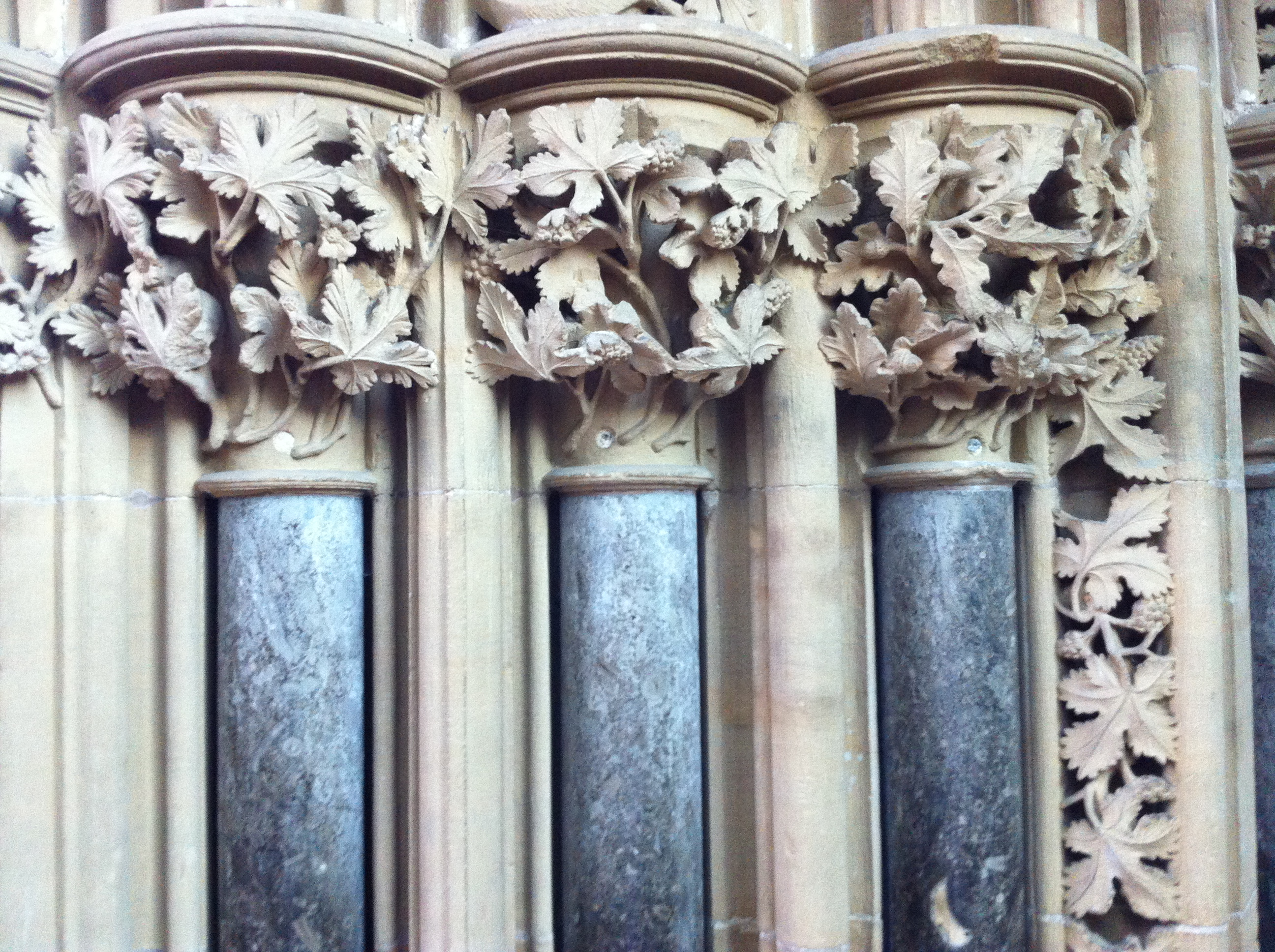
Blattkapitelle im Kapitelhaus